# Horst Matthai Quelle
‎Horst Matthai Quelle, nemški filozof, * 30. januar 1912, Hannover, Nemčija, † 27. december 1999, Tijuana, Mehika.